# Třída Arkansas
Třída Arkansas byla třída monitorů námořnictva Spojených států amerických. Celkem byly postaveny čtyři jednotky této třídy. Ve službě byly v letech 1902–1926. Jejich hlavním zamýšleným úkolem byla obrana přístavů. V době dokončení již byly silně zastaralé. Ve službě našly uplatnění zejména ve výcviku a jako mateřské lodě ponorek. V letech 1908–1909 byly přejmenovány, aby se jejich jména uvolnila pro nové bitevní lodě. Byly to poslední postavené monitory amerického námořnictva.

## Stavba
Celkem byly postaveny čtyři jednotky této třídy. Objednány byly roku 1898. V době Španělsko-americké války totiž panovala obava z nedostatku plavidel pro obranu amerických přístavů. Do jejich stavby se zapojily loděnice Newport News Shipbuilding v Newport News, Bath Iron Works v Bathu, Crescent Shipyard v Elizabeth ve státě Maine a Union Iron Works v San Franciscu. Do služby byly přijaty v letech 1902–1903. Jediný Wyoming byl postaven na západním pobřeží země.
Jednotky třídy Arkansas:
| Jméno              | Loděnice                  | Založení kýlu      | Spuštěna           | Vstup do služby  | Poznámka |
| ------------------ | ------------------------- | ------------------ | ------------------ | ---------------- | --- |
| USS Arkansas (M-7) | Newport News Shipbuilding | 14. listopadu 1899 | 10. listopadu 1900 | 28. října 1902   | Do roku 1910 využíván ve výcviku. Roku 1909 přejmenován na Ozark. V letech 1910–1913 zapůjčen námořní milici. V letech 1913–1919 mateřská loď ponorek. Roku 1920 trupové číslo M-7 upraveno na BM-7. Prodán do šrotu 1922.                                                                                                   |
| USS Nevada (M-8)   | Bath Iron Works           | 17. dubna 1899     | 24. listopadu 1900 | 5. března 1903   | Rozestavěn jako Connecticut, přejmenován roku 1900. Roku 1909 přejmenován na Tonopah. Asi od roku 1913 mateřská loď ponorek. Vyřazen 1919. Roku 1920 trupové číslo M-8 upraveno na BM-8. Prodán do šrotu 1922. |
| USS Florida (M-9)  | Crescent Shipyard         | 23. ledna 1899     | 30. listopadu 1901 | 18. června 1903  | Využíván k výcviku a pokusům, často dočasně převáděn do rezervy. Roku 1908 přejmenován na Tallahassee. Od roku 1910 mateřská loď ponorek. Vyřazen 1918. Roku 1920 trupové číslo M-9 upraveno na BM-9. Od roku 1920 využíván k výcviku a roku 1921 reaktivován jako IX (bez trupového čísla). Vyřazen a prodán do šrotu 1922. |
| USS Wyoming (M-10) | Union Iron Works          | 11. dubna 1899     | 8. září 1900       | 8. prosince 1902 | V rezervě 1905–1909. Reaktivován pro testy nového typu kotlů. Roku 1909 přejmenován na Cheyenne. V letech 1910–1913 zapůjčen námořní milici. V letech 1913–1920 mateřská loď ponorek. Roku 1920 trupové číslo M-10 upraveno na BM-10. Roku 1921 přejmenován na IX 4. Vyřazen a uložen do rezervy 1926. Prodán do šrotu 1939. |

## Konstrukce

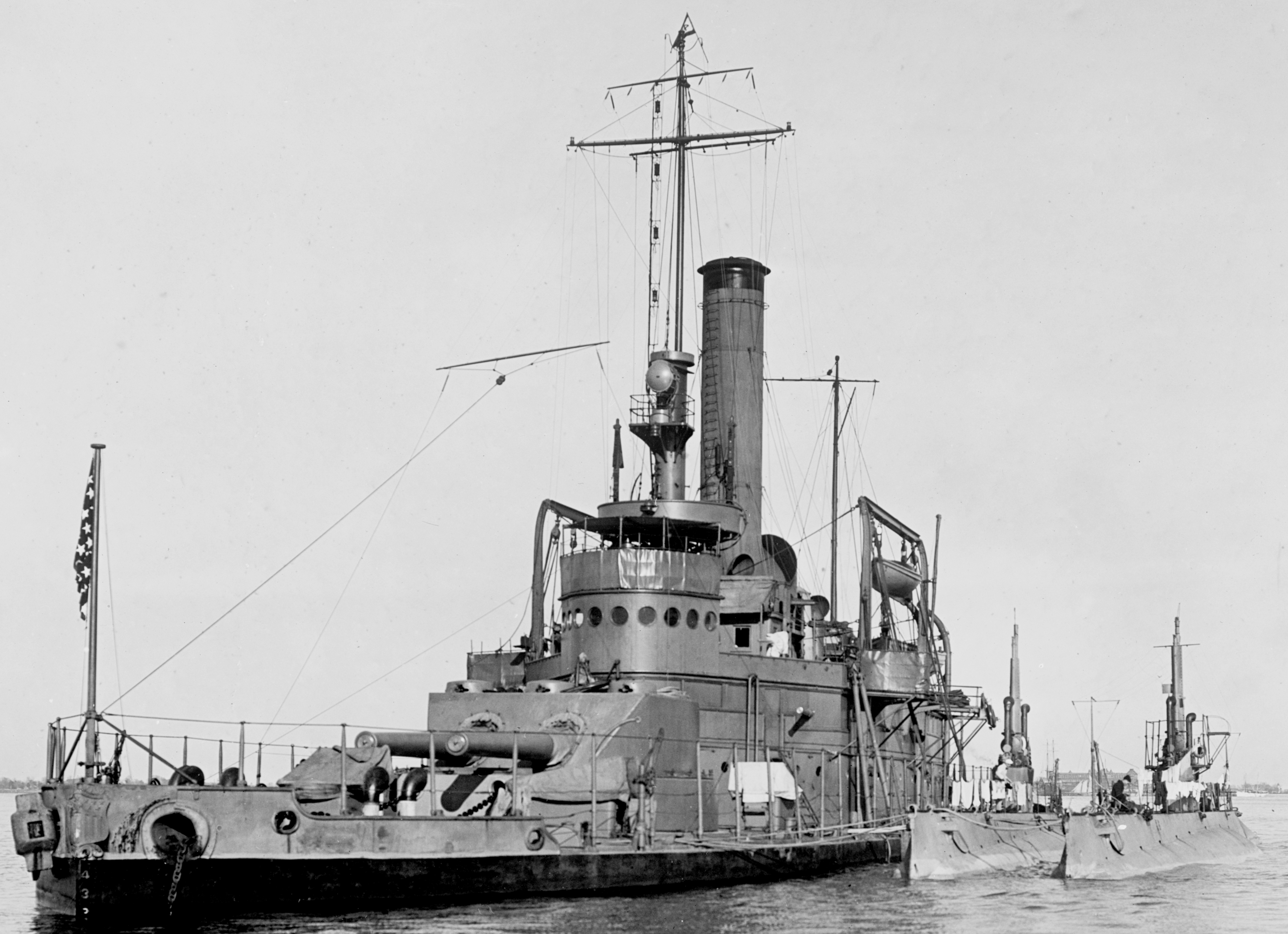
USS Tallahassee (M-9, ex Florida) se zakotvenými ponorkami USS K-5 (SS-36) a USS K-6 (SS-37)

Monitory třídy Arkansas byly oproti svým předchůdcům menší a nesly jen jednu dělovou věž hlavní ráže. Malý ponor jim měl umožnit plavbu pobřežními mělčinami a tím i výhodu proti běžným válečným lodím. Na rozdíl od starších monitorů byly vybaveny bojovým stěžněm osazeným marsem s rychlopalnými kanóny. Hlavní výzbroj představovaly dva 305mm kanóny Mk 3 ve dvouhlavňové věži na přídi. Doplňovaly je čtyři 102mm kanóny Mk 6 v jednohlavňových lafetách a tři 57mm kanóny QF 6 pounder Hotchkiss v jednohlavňových lafetách. Pancéřování bylo z harveyované oceli. Pohonný systém tvořily čtyři kotle a dva parní stroje s trojnásobnou expanzí o výkonu 2400 hp, pohánějící dva lodní šrouby. Dle návrhu měly dosahovat rychlosti jedenáct uzlů, ale ve skutečnosti byly rychlejší. Nejvyšší rychlost dosahovala okolo 12,5 uzlu.